# Canallodiscus
Canallodiscus is een geslacht van weekdieren uit de klasse van de Gastropoda (slakken).

## Soorten
- Canallodiscus elliottae (N. Gardner, 1968)
- Canallodiscus karamea B. A. Marshall & Barker, 2008